# 鋰 (藥物)
鋰鹽（英語：Lithium salts）為含锂離子的離子化合物，臨床上通常指碳酸鋰。鋰鹽在醫學上可作為一種精神科藥物，用於躁鬱症與其他抗憂鬱藥治療無效的重性抑郁障碍。鋰能夠降低這些疾病患者的症狀發生，進而減少患者自殺的機會。，經口服後由胃腸吸收，而經腎臟由尿代謝。
鋰鹽的常見副作用有頻尿、手抖、流涎（sialorrhea）、鉀離子缺乏等。嚴重者有甲狀腺機能低下症、尿崩症與鋰中毒。因此建議監測其血中濃度，降低中毒風險。如果血液中鋰濃度過高，可能出現腹瀉、嘔吐、協調不良、嗜睡、耳鸣。孕婦使用鋰化合物可能造成胎兒發育問題。哺乳期婦女服用則似無問題。鋰化合物屬一種情緒穩定劑。這種藥物的作用機轉尚不明確。
鋰鹽是一種白色結晶性粉末；無臭，無味；水溶液呈現鹼性反應。有明顯抑制狂躁情緒的作用，還可改善思覺失調症的情感障礙。可抑制去甲腎上腺素能和多巴胺能神經末梢遞質釋放，增加突觸前膜對遞質的再攝取，使突觸后膜受體敏感性降低，增加腦內5-羥色胺合成。口服易吸收，不與血漿蛋白結合。體內的排泄速度個體差異很大。治療躁鬱症時，劑量與中毒量比較接近。大于1.5mmol/L，出現輕度毒性反應；大于2mmol/L，有嚴重反應發生。必須在血藥濃度監測下使用。高齡患者或腎功能不全者不適合服用。
在1800年代鋰鹽曾被用於治療痛風、癫痫和癌症。1948年，澳洲醫師John Cade開始將鋰鹽使用於精神性疾病。鋰鹽也是被列入世界卫生组织基本药物标准清单的基本藥物，為基礎公衛體系必備藥物之一。本品屬通用名药物，2014年的批發價大約是每日0.12 到 0.20 美金。在美國，每日藥價大約花費 0.90 到 1.20 美金。

## 用途
主要用于双相障碍。可以预防未来的躁狂期，对已有躁狂也有控制作用。处理抑郁期的效果比丙戊酸确切，但不如抗精神病药物。或许对双相障碍合并的物质滥用障碍也有帮助。传统上认为可以降低自杀，但证据并不支持。
也在其他药物无效时用于思觉失调，一般不单独使用。
对于其他药物无效的重性抑郁障碍也有效。一般作为SSRI的附加治疗，不但可以提高起效率，还可以缩短起效所需时间。也有用于附加给拉莫三嗪等抗癫痫药的。极少有单独用的，似乎用于复发者比用于新发者更有效。
也用于阿尔茨海默症。可以缓解疾病发展。似乎也有预防作用。双相患者患阿尔茨海默症概率总体高于常人，但长期服用锂的双相患者患病率低于常人。使用丙戊酸者和锂、丙戊酸联用者的发病率高于常人。
对于丛集性头痛（相比维拉帕米）、偏頭痛发作、睡眠性头痛，有较好的预防作用。

## 注意事項
双相障碍服用鋰鹽的注意事項是要把血中的鋰濃度控制在安全而有效的範圍內，發病的急性期要控制在0.8-1.2mmol/L，穩定期要維持在0.4-1.0 mmol/L。濃度太高，會有中毒的危險，太低則無法達到療效。而這裡所謂的鋰濃度指的是距離最後一次服鋰鹽9到13小時抽血測定的資料，也就是一天當中血中鋰濃度最低的值。開始服藥的頭二個星期，要每週測量血中鋰濃度，接下來每個月測量一次，之後可以每半年抽血追蹤。
现时锂对双相障碍的最低有效剂量有持续向低调整的趋势，建议最低值已从传统的0.6mmol/L调整到0.4mmol/L。原则上说，使用锂应采用一个患者身上的最低有效剂量，所以劑量要緩慢增加。低浓度对应的剂量对于一些患者来说不足以控制发病，但也有重分析指出更大的因素是低剂量时药物的谷浓度过低，而非平均浓度过低。采用缓释制剂可以降低峰值浓度，降低不良反应，对平均和谷值则影响不大。
锂有异味。飯後服藥，比較不會不舒服。食物也会增加吸收率。
对于阿尔茨海默症患者，用0.3mmol/L左右的剂量足矣。对抑郁症，0.6–0.8mmol/L也足够，0.2–0.6mmol/L也可能有效。

## 藥物副作用與不良反應
1. 消化系統方面：噁心及嘔吐是最常見的副作用，大約出現在50%的人身上。分成多次在飯後服藥可以減輕這方面的不舒服。噁心嘔吐在剛開始服藥的幾個星期會發生，會慢慢減輕，如果是治療的後期變得比較嚴重，則要考慮鋰中毒的可能性。另外有30%的人會抱怨體重增加。
2. 中樞神經及肌肉方面：這方面包括疲倦、頭暈、覺得手腳較沉重無力、手抖、思變得比較遲鈍不敏銳。一般治療劑量下，鋰引起的手抖屬微抖，鋰中毒時，手抖會很明顯。
3. 腎臟系統腎臟系統：頻尿及易口渴也是常見的副作用，多數人這類副作用會慢慢改善，但是少數人會出現尿崩症。所以在治療前需檢查腎功能，治療期間也要定期檢查腎功能。
4. 循環系統方面：鋰可引起類似低血鉀的心電圖變化，這些變化通常是良性的。少數人會出現較嚴重的心臟竇節傳導障礙，所以心臟病患者用鋰鹽要小心。
5. 皮膚方面：有些人會出現長面皰、掉髮。少數人會出現牛皮癬。另外有些人服用鋰鹽後會出現史蒂芬斯－強森症候群，嚴重者會致命。
6. 甲狀腺功能：有些人會呈現甲狀腺機能低下，一些人在繼續治療中，甲狀腺機能會復原，有一些需要服用甲狀腺荷爾蒙。
7. 精神方面：有些人服用後會有躁動的情況(兩腳不住跺著地面的行為)。

- (注意)長期服用鋰鹽可能影響甲狀腺和腎功能，患者必須定期追蹤。

对于大部分的患者，锂不会降低智力，反而会稍微出现一些改善。
约有5%的患者在服用锂时出现体重上升。体重上升一开头会比较快，但之后就会在1–2 kg这个范围内稳定下来。

### 肾脏
比较老的文献认为锂和肾病有关联性。 大约一半的长期用者有腎源性尿崩症，传统上认为还可能恶化到后期尿崩，甚至0.2-0.7%最终肾衰。
更新的、更严谨的临床数据并不能证明锂有这些严重伤害。Nielsen et al. (2018)收集了2010年起的6个大型观察式研究，发现肾功能降低的情况有被监视偏差夸大。Davis et al. (2018)采用1977–2018的文献，发现锂和慢性肾病和肾衰竭的关联证据不足，且研究数据互相矛盾。
全美国的研究指出，锂维持在在0.6–0.8 mmol/L浓度，并每三到六月测量肌酸酐，足以防止肾病产生。

### 甲状腺
传统认为锂会导致甲状腺功能减退（甲减）。实际上甲减是双相患者常见的并发症，和锂没有统计学上有意义的关系。Lambert 等人 (2016) 比较了使用 9 种不同药物治疗的双相情感障碍患者的甲状腺功能减退症发生率，发现锂盐使用者在双相情感障碍患者中的甲状腺功能减退症发生率并不特别高 (8.8%)，仅为 奥卡西平 使用者 (6.3%) 的 1.39 倍。锂盐和喹硫平在甲状腺功能减退症发生率方面没有统计学差异。然而，锂盐使用者接受甲状腺功能减退症检测的频率比使用其他药物的人高得多。作者写道，在理解锂盐对甲状腺的影响时可能存在监测偏差，因为锂盐使用者接受检测的频率是其他药物的 2.3 到 3.1 倍。此外，作者认为，由于无论是否接受锂盐治疗，甲状腺功能减退症在双相情感障碍患者中都很常见，因此应该对所有双相情感障碍患者进行定期甲状腺检测，而不仅仅是那些接受锂盐治疗的患者。

### 怀孕
病例报告显示孕早期用锂会增加先天性心臟病风险。发病率和剂量相关，高剂量更危险。锂增加的畸形风险常处于統計顯著性的边缘：2017年的AMX档案研究仅发现孕早期日服900毫克以上碳酸锂有显著的畸形风险；2018年的荟萃研究未发现孕早期使用和先心病有显著的关系，但发现和“各种畸形”总体而言有显著的关系。锂对于其他方面的影响相对轻微。2024年荟萃分析认为“在孕期中任何时期的暴露”会轻微提高早产和胎儿出生时身体大于正常的风险。
锂对于预防孕期和产后复发确实有效。考虑到停用锂后果可能严重，也有权衡利弊后医患共同决定继续使用的情况。推荐这类病人使用超声检测胎儿心脏发育。由于怀孕会降低血锂水平，也建议这类病人更常检测血锂浓度。相比丙戊酸和卡马西平，锂的致畸性弱很多，因此有做这种决定的空间。双相也有致畸性更弱的药物，如拉莫三嗪和抗精神病药。
在生产后立刻开始用锂，也对预防产后复发和产后思觉失调有用。对于有产后思觉失调史的患者而言，这样做的效果足够。对于确诊双相的患者而言，这样做的效果不如孕期继续用锂。
如果双相患者处于情绪稳定状态（euthymia）并打算备孕，那么可以考虑是否要停用锂。如果在服用锂时发现怀孕，停用则没有意义。
未发现锂对胎儿的大脑发育有影响。

### 哺乳
少量锂进入乳汁，暂不明确是否有后果。在有定期监测婴儿健康，且锂控制情绪确切有效的情况下，哺乳时用锂或许可以接受。

## 服用過量和中毒
當人意外或故意服用過量，也許會發生鋰中毒的急性作用。當人在治療中累積高劑量，也許會發生鋰中毒的慢性作用。 症狀包括恶心、呕吐、腹瀉、虛弱、失調、混亂、無生氣、多尿症、癲癇發作和昏迷。其它鋰中毒反應包括普遍的顫抖、肌束顫搐、驚厥和腎功能衰竭。 關於急性鋰中毒或長期用恰當的劑量治療，從中毒存活下來的人可能產生持續性的神經毒性，許多人已經描述是一種"不可逆的神經鋰中毒症狀" (SILENT)。包括小腦的官能障礙。
服用過量時，通常血液濃度超過1.5 mmol Li+/l， 可能是嚴重的，並且中毒反應包括顫抖、失調、發音困難、眼球震颤、腎功能衰竭、混亂和驚厥。假如這些潛在的危害症狀出現，應該停止治療，依血液的鋰濃度再決定回復鋰中毒的措施。
鋰中毒會消耗鈉。同時使用利尿劑時，禁止由遠位尿細管攝取鈉(例如：噻嗪類利尿劑)，這是應該避免而且有危害的，因為這可能會加強鋰在近位尿細管的再吸收，導致潛在的中毒層級提高。在輕微的案例，抽出鋰並且給予充足的鈉流体將會從中毒中回復。血液濃度超過2.5 mmol Li+
/l通常算是嚴重中毒，需要急救。當達到中毒濃度，最強烈的中毒也許有1或2天的延遲才發生。
- 鋰中毒：鋰中毒的症狀從輕到重如下。
  - 輕度中毒：血液鋰濃度在1.5-2.0 mmol/L，人講話會變得口齒不清、顯著手抖、水瀉、嗜睡。
  - 中度中毒：血液鋰濃度超過2.0 mmol/L時，病人會呈現意識障礙、肌腱反射高亢、抽筋、血壓不穩、循環衰竭、急性腎小管壞死、心電圖異常、全身僵硬。
  - 重度中毒：血液鋰濃度超過4.0 mmol/L可能會危及生命，或留下腦不可逆性性的損傷。

1. 認知障礙。
2. 有些患者則有口齒不清、嗜睡的情形出現，須考慮是否為血中鋰鹽濃度過高所起的中毒現象，須緊急送醫。
3. 話多、情緒亢奮、每天睡眠少於3小時，嚴重會有暴力傾向，甚至自殺等。

## 机理
目前对作用机理不明确，不排除同时存在多个机理的可能。比较受支持的理论是锂激活MEK通路，从而抑制GSK3B，激活mTOR通路，通过Akt/PKB信号通路起到神经保护作用。支持这一理论的证据是：
- GSK3B受单胺系统调控，躁狂期被激活。[54][53]
- GSK3B通过磷酸基化抑制Β-连环蛋白和CREB两种转录因子，导致神经营养因子表达下降。锂可以造成BDNF等因子表达回升。[55][56][57]长期使用锂的患者负责情绪和认知的大脑区域，灰质体积有提升。[58]不用锂双相患者的大脑白质完整性较正常人低，但用锂的则无区别。[59]丙戊酸对灰质有类似的效果，对白质没有。[58]长期使用锂可以增加双相患者的认知能力。[32]
- 抑制CREB也会增加Bcl-2转录。这样可以增加线粒体抗氧化能力，抑制细胞凋亡，延长神经元寿命。[58][60]

此外锂也会通过AP-1转录因子增加中脑星形胶质细胞衍生的神经营养因子表达。MANF可以调控涉及未折疊蛋白反應的因子GRP78。
另外还有pAp-磷酸酶、一氧化氮、NMDA受体等可能原理。

## 歷史
鋰於19世紀，因科學家發現它在實驗室中能溶解由腎臟分離出的尿酸結晶而開始用於痛風治療。然而要溶解人體內尿酸所需的鋰劑量具毒性。由於當時盛行尿酸過量與多種疾病（包括憂鬱和躁狂）相關的理論，丹麥醫生卡爾·朗格 和美國軍醫出身，在紐約執業的的威廉·亞歷山大·哈蒙德自1870年代起便使用鋰來治療躁狂。
進入20世紀初，隨著情緒障礙理論的演進，所謂的"腦部痛風"作為一種醫學病症已不復存在，鋰在精神醫學中的應用也大多被棄用。但仍有幾種鋰製劑用於控制腎結石和尿酸體質。隨著知識積累，顯示鈉攝入過量與高血壓和心臟病有關，有開立鋰鹽給患者，作為膳食食鹽（氯化鈉）的替代品的做法。但在1949年2月出現副作用和死亡案例的詳細報告，此做法和鋰的銷售在美國均遭到禁止。
在維多利亞州皇家公園精神病院（Royal Park Psychiatric Hospital）工作的澳大利亞精神科醫師約翰·凱德和生化學家雪莉·安德魯斯於1949年重新發現鋰鹽能治療躁狂的作用。他們在尋找導致精神症狀的代謝化合物時，發現鋰離子能讓齧齒動物鎮靜。凱德在親身試驗，確認對人體安全後，提出將鋰鹽作為鎮靜劑。他成功控制長期住院患者的躁狂，讓鋰成為首批成功治療精神疾病的藥物應用之一，為未來幾十年其他精神藥物的發展奠下基礎。
世界各國對此療法採納緩慢，主因是即使相對輕微的過量服用也可能導致用者死亡，包括先前氯化鋰被用作食鹽替代品所造成的死亡案例。直到1970年美國食品藥物管理局（FDA）才批准將鋰用於治療躁狂，是全球第50個批准的國家。

## 研究
暂不清楚锂对于人类寿命的影响。曾有研究说锂导致端粒延长、全因死亡率下降，但2024年大型的英国BioBank研究并无发现此效果，只是静息心率稍低。2023年基于英国BioBank的研究声称锂可降低全因死亡率，但由于数据授权原因（BioBank数据当时授权给作者用于新冠病毒相关研究）已撤回。